# Zhengzhang Shangfang
Zhengzhang Shangfang (9 de agosto de 1933 – 19 de maio de 2018) foi um linguista chinês, conhecido pela reconstrução do chinês antigo.
Zhengzhang nasceu em Yongjia, na periferia de Wenzhou. Tornou-se interessado em fonologia histórica, e estudou as obras de Yuen Ren Chao, Wang Li e outros na biblioteca de Wenzhou. Em 1954, não conseguindo entrar na universidade para estudar linguística, começou um trabalho geológico na região de Pequim. Em seu tempo livre, continuou a desenvolver suas próprias ideias sobre a fonologia do chinês antigo, especialmente as finais e vogal do sistema.
Nas décadas de 1960 e 1970, ele realizou um trabalho de pesquisa sobre o dialeto chinês, em Wenzhou, até que foi enviado para trabalhar em uma fábrica durante a Revolução Cultural Chinesa. Quando a fábrica foi fechada devido a uma disputa faccional dentro do Partido Comunista, ele começou a trocar ideias com Pan Wuyun e Jin Shengrong, e aperfeiçoou os conhecimentos sobre o chinês antigo. Essencialmente, o mesmo sistema foi desenvolvido de forma independente por William Baxter (com base em uma proposta por Nicholas Bodman) e por Sergei Starostin.
Em 1980, entrou para a Academia Chinesa de Ciências Sociais.

## Publicações
- (1991), "Decipherment of Yue-Ren-Ge (Song of the Yue boatman)", Cahiers de Linguistique Asie Orientale, 20 (2): 159–168, doi:10.3406/clao.1991.1345.
- (2000), The Phonological system of Old Chinese, translated by Laurent Sagart, Paris: École des Hautes Études en Sciences Sociales, ISBN 978-2-910216-04-7.
- (2003), Shànggǔ yīnxì 上古音系 [Old Chinese Phonology], Shanghai Educational Publishing House, ISBN 978-7-5320-9244-4.